# Skander Hachicha
Skander Hachicha (arabe : إسكندر حشيشة), né le 21 mars 1972 à Tunis, est un judoka tunisien.

## Carrière
Skander Hachicha est médaillé d'or dans la catégorie des moins de 86 kg aux Jeux africains de 1995 à Harare puis médaillé d'argent dans la même catégorie aux championnats d'Afrique de judo 1996  à Pretoria et aux Jeux panarabes de 1997 à Beyrouth, et médaillé de bronze aux Jeux méditerranéens de 1997 à Bari. Il remporte la médaille de bronze dans la catégorie des moins de 90 kg aux championnats d'Afrique de judo 1998  à Dakar. Il est médaillé d'or dans cette même catégorie aux Jeux africains de 1999 à Johannesbourg ainsi qu'aux championnats d'Afrique de judo 2000 à Alger, puis médaillé d'argent  aux Jeux africains de 2003 à Abuja et médaillé de bronze aux championnats d'Afrique de judo 2004 à Tunis.
Il est le porte-drapeau de la Tunisie aux Jeux olympiques d'été de 1996 à Atlanta ; il participe également aux Jeux olympiques d'été de 2000 à Sydney.
Fils de Mohamed Hachicha, lui-même judoka, il est à la tête de la Fédération tunisienne de judo depuis 2012 ; il est réélu en 2016 et en 2020.